# Naravoslovno-matematična fakulteta v Sarajevu
Naravoslovno-matematična fakulteta (izvirno bosansko Prirodno-matematički fakultet u Sarajevu), s sedežem v Sarajevu, je fakulteta, ki je članica Univerze v Sarajevu.